# Amfilohije Radović
Pour les articles homonymes, voir Radović.
Amfilohije Radović (en serbe en écriture cyrillique : Амфилохије Радовић) — Amphiloque Radovic dans les sources francophones — né Risto Radović le 7 janvier 1938 et mort le 30 octobre 2020 à Podgorica, est le 45e métropolite du Monténégro et du Littoral de 1990 à 2020.

## Biographie et formation et parcours
Amfilohije naît  'Risto Radović'  (Risto Radović) à Bare Radovića dans le Bas-Morača, Royaume de Yougoslavie (aujourd'hui au Monténégro). Il est un descendant du  vojvoda Mina Radović qui a participé à l'unification de la tribu Morača avec la Principauté du Monténégro en 1820. Il étudie au séminaire Saint-Sava et est diplômé de la faculté de théologie de Belgrade en 1962,,. Pendant son temps comme séminariste à la fin des années 1950, Amfilohije rencontre Justin Popović, un clerc du SOC dont il admire la position sans compromis qu'il prend à l'égard de la civilisation moderne. Il étudie également la philosophie classique à l'université de Belgrade. À Paris, Amfilohije étudie à l'Institut de théologie orthodoxe Saint-Serge, à Rome à l'Institut pontifical oriental et à Berne à l'Ancienne Faculté catholique. Il termine ses études de troisième cycle à Berne et à Rome, puis déménage en Grèce où il vit pendant sept ans. Il y prononce ses vœux monastiques (et obtient son nom monastique  'Amfilohije' ,  eng.    Amphilochius ) et travaille comme hiéromoine de l'Église orthodoxe grecque. À Athènes, il termine sa thèse de doctorat sur saint Grégoire Palamas qui lui permet d'obtenir un doctorat en théologie,.
Après avoir passé un an au Mont Athos, il revient à Paris et enseigne à l'Institut de théologie orthodoxe Saint-Serge. En 1976, il devient docent et plus tard professeur de catéchèse orthodoxe à la Faculté de théologie de Belgrade. Il parlait  grec, russe,  italien,  allemand,  français  et utilisait le grec ancien, et le vieux-slave,. Il était membre de l'Association des écrivains de Serbie et du Monténégro.
Atteint par le Covid-19, il meurt le 30 octobre 2020.
Sur le plan politique, il soutient Milo Đukanović quand celui-ci se retourne contre Slobodan Milošević en 1997. Silencieux pendant la campagne sur l’indépendance du Monténégro en 2006, il est ensuite de plus en plus critique face à l’accaparement du pouvoir par Đukanović et ses proches et à la généralisation des pratiques clientélistes. Il critique également la fabrication d’un nationalisme monténégrin, ainsi que le président serbe Aleksandar Vučić.

## Distinctions et hommages
- Doctorat honoris causa de l'Académie théologique de Moscou (2006).
- Doctorat honoris causa de l'Institut de théologie de l'université d'État de Biélorussie (2008)[7].
- Doctorat honoris causa de l'Institut Saint-Serge de Paris (2012)[11].